# Cristino Seriche Bioko
Cristino Seriche Bioko, né le 15 août 1940 et mort le 11 juin 2024 à Sipopo, est un homme d'État équatoguinéen, Premier ministre de 1982 à 1992.

## Biographie
Il appartient à la minorité Bubi. Comme Teodoro Obiang Nguema Mbasogo, il entre à l’Académie militaire de Saragosse depuis 1964. 
Pendant la dictature de Francisco Macías Nguema, il est gouverneur de l'île de Bioko, mais en 1975, il tombe en disgrâce et  est confiné dans son village, puis emprisonné.
En 1979, il participe avec Obiang et d'autres soldats au coup d'État qui renverse le dictateur Francisco Macías Nguema, alors qu'il était sous le régime de Seriche Bioko, qui était emprisonné à la prison de Playa Negra.
Le 15 août 1982, après l'entrée en vigueur d'une nouvelle constitution, Seriche Bioko est nommé Premier ministre de la Guinée équatoriale. Auparavant, il avait occupé les postes de ministre des Travaux publics, de l'Aménagement urbain et des Transports. Parce que le pouvoir était entre les mains du président, son influence était limitée. Après la création du Parti démocratique de Guinée équatoriale (PDGE) par le président Obiang en 1987, Seriche Bioko l'a rejoint, ainsi que presque tous les hommes politiques du pays. Durant ces années, il était également député du PDGE à la Chambre. des représentants du peuple. Il exerce les fonctions de Premier ministre jusqu'au 4 mars 1992.
Plus tard, il tombe en disgrâce et s’exile en Espagne. Fin 2004, il fonde le parti d’opposition Vanguard pour la défense des droits des citoyens (VDDC) .